# (6670) Wallach
(6670) Wallach es un asteroide que forma parte del Cinturón de asteroides, descubierto el 4 de junio de 1994 por Carolyn Shoemaker y por David Levy desde el Observatorio del Monte Palomar, Estados Unidos.

## Designación y nombre
Designado provisionalmente como 1994 LL1. Fue nombrado en honor a Annette y Leonard Wallach, en honor a su esfuerzo monumental en la construcción de Treasure Island, un campamento de día y escuela único en Long Island, Nueva York. Más que un campamento de día, las instalaciones fueron donadas a la Cruz Roja Americana cada año para una pequeña escuela de seguridad y manualidades.

## Características orbitales
Wallach está situado a una distancia media del Sol de 2,723 ua, pudiendo alejarse hasta 3,520 ua y acercarse hasta 1,926 ua. Su excentricidad es 0,293 y la inclinación orbital 20,150 grados. Emplea 1641,12 días en completar una órbita alrededor del Sol.
Los próximos acercamientos a la órbita de Júpiter ocurrirán el 12 de julio de 2109 y el 9 de septiembre de 2145.

## Características físicas
La magnitud absoluta de Wallach es 12,57. Tiene 8,740 km de diámetro y su albedo se estima en 0,366.